# Edmund Niemczyk
Edmund Niemczyk (ur. 9 sierpnia 1933 w Sosnowcu, zm. 31 marca 2014 w Skierniewicach) – polski biolog-entomolog, prof. dr hab. Szkoły Głównej Gospodarstwa Wiejskiego. Twórca systemu integrowanej produkcji owoców w Polsce.

## Życiorys
Studiował w Wyższej Szkole Rolniczej, w 1954 uzyskał tytuł inżyniera, a rok później obronił pracę magisterską. Następnie zamieszkał w Skierniewicach i zawodowo związał się z Instytutem Sadownictwa i Kwiaciarstwa, w latach 1964-1965 kierował Sadowniczym Zakładem doświadczalnym w Brzeznej. W 1966 uzyskał w Katedrze Entomologii Stosowanej Szkole Głównej Gospodarstwa Wiejskiego tytuł doktora nauk biologicznych. W 1976 przedstawił pracę habilitacyjną, a w 1987 uzyskał tytuł profesora nadzwyczajnego. Pełnił funkcję zastępcy dyrektora Instytutu do spraw naukowych oraz kierownika Pracowni Biologicznych Metod Ochrony Roślin Sadowniczych.

## Działalność naukowa
Edmund Niemczyk prowadził badania naukowe dotyczące entomologii i akarologii sadowniczej, ze szczególnym uwzględnieniem fizjografii i zwalczania szkodników. Badał występowanie i efektywność owadów drapieżnych w zwalczaniu szkodników. Ponadto sprawdzał selektywność pestycydów oraz obserwował integrowaną ochronę sadów, a także integrowaną produkcję owoców. Dorobek wydawniczy obejmuje ok. 100 publikacji naukowych, 6 książek oraz 400 artykułów, felietonów i instrukcji.

## Członkostwo
- Przewodniczący Sekcji Biologicznej Metod Ochrony Roślin Komitetu Ochrony Roślin Polskiej Akademii Nauk (od 1990);
- Międzynarodowej Organizacji Biologicznej Zwalczania Szkodników (1968–80);
- Członek Polskiego Towarzystwa Entomologicznego.

## Odznaczenia
- Medal "Za Zasługi dla Rozwoju Ogrodnictwa w Polsce";
- Nagrody Ministerstwa Rolnictwa i Rozwoju Wewnętrznego (1978, 1986, 1995);
- Srebrny Krzyż Zasługi (1978);
- Złota Odznaka Polskiego Towarzystwa Entomolicznego (1992);
- Medal „Za Zasługi dla Rozwoju PTEnt.” (1998);
- Krzyż Kawalerski Orderu Odrodzenia Polski.